# The Night House - La casa oscura
The Night House - La casa oscura (The Night House) è un film del 2021 diretto da David Bruckner.
Pellicola di genere horror psicologico basata sulla sceneggiatura di Ben Collins e Luke Piotrowski.
È stato presentato in anteprima mondiale al Sundance Film Festival il 24 gennaio 2020 ed è stato distribuito nelle sale statunitensi il 20 agosto 2021 da Searchlight Pictures.

## Trama
Beth è una vedova che scopre un oscuro segreto sulla casa costruita dal suo defunto marito.

## Produzione
Nel febbraio 2019 è stato annunciato che Rebecca Hall avrebbe recitato nel film, con David Bruckner alla regia e Ben Collins e Luke Piotrowski alla sceneggiatura. David S. Goyer è il produttore. Le riprese sono iniziate a maggio 2019 a Syracuse.

## Distribuzione
Il film è stato presentato in anteprima al Sundance Film Festival il 24 gennaio 2020. Poco dopo Searchlight Pictures ha acquisito i diritti di distribuzione. Inizialmente sarebbe dovuto uscire il 16 luglio 2021 ma, a causa della pandemia, è stato riprogrammato per il 20 agosto 2021, mentre in Italia è uscito il 16 settembre 2021.